# 七瀬あゆむ
七瀬 あゆむ（ななせ あゆむ、5月12日 -）は、日本の漫画家。女性。東京都出身。

## 人物
デビュー作は、週刊ヤングジャンプ、青年や大人のラブストーリーを得意としていたが現在は白夜書房、芳文社でパチスロ、パチンコ関連の作品が中心となっている。

## 漫画作品一覧
- いちごのA（1992年、週刊ヤングジャンプ、集英社、全1巻）
- ff-フォルティシモ-（1994年、週刊ヤングジャンプ、集英社、全1巻）
- 君だけをみつめてる（1995年、週刊ヤングジャンプ、集英社、全7巻）
- 天国にいちばん近いフィールド（1997年、週刊ヤングジャンプ、集英社、全4巻）※原作：森田森魚
- 七瀬あゆむ短編集 MyGirl（2000年、週刊ヤングジャンプ、集英社）
- ZIG-ZAG（2000年、週刊ヤングジャンプ、集英社、全1巻）
- 2ndハウス（2002年、MANGAオールマン、集英社、全2巻）※原作：樫田正剛、2006年テレビドラマ化
- 週末の恋人（2002年、まんがタイム、芳文社、全1巻）
- パチスロバカップル（2003年-2007年、パニック7ゴールド、白夜書房、全4巻）※2010年実写化（Vシネマ作品）
- BIG乳Sです!（2004年-2005年、スーパージャンプ、集英社、全1巻）
- 東京チェリー（2007年-2008年、パニック7ゴールド、白夜書房）※監修：相馬ルイ
- 交換夫婦（2008年、芳文社、全2巻）
- 特選恋愛ファイル（芳文社）
- 初恋ドラッグ（2010年-2011年、芳文社、全2巻）
- 池袋第七女子寮（2010年、パニック7ゴールド、白夜書房、全1巻）
- きみとフェロモン（2013年、パニック7ゴールド、ガイドワークス、全1巻）
- Mスロ（2013年、パニック7ゴールド、ガイドワークス）※原作提供：サワ・ミオリ